# Rue Lantiez
La rue Lantiez est une voie du 17e arrondissement de Paris, en France.

## Situation et accès
La rue Lantiez est une voie publique située dans le 17e arrondissement de Paris. Elle débute au 50, rue de La Jonquière et se termine au 13, rue du Général-Henrys.

## Origine du nom

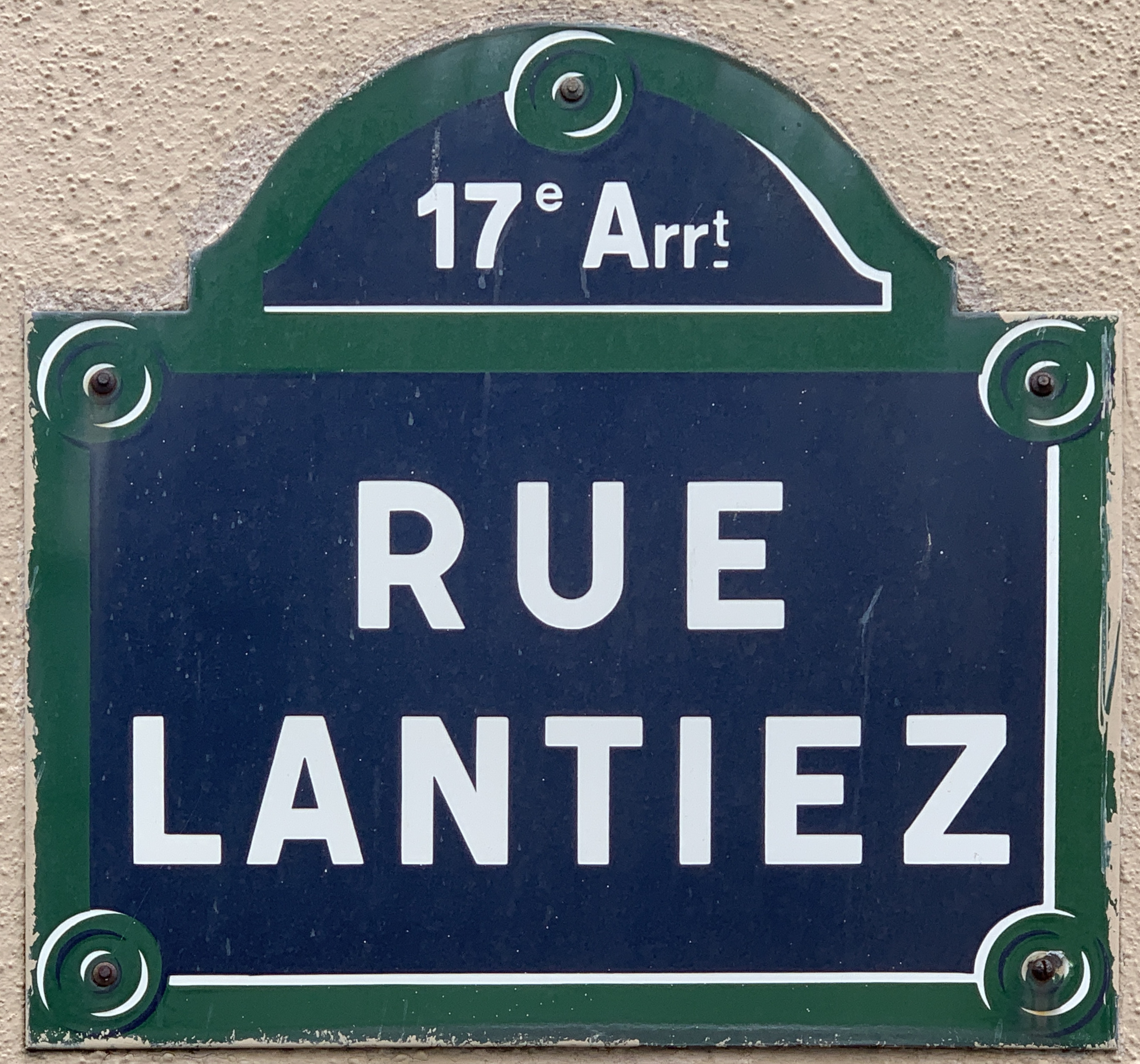
Plaque de la rue.

Cette voie est nommée d'après le nom du propriétaire des terrains sur lesquels elle a été ouverte.

## Historique
Cette voie a été ouverte en 3 phases :
- vers 1872 entre la rue de La Jonquière et la rue Navier, sous sa dénomination actuelle ;
- par décret du 17 avril 1928, entre les rues Jacques-Kellner et du Général-Henrys ;
- par arrêté de classement dans la voirie de Paris du 12 février 1935, entre les rues Navier et Jacques-Kellner.

La rue Lantiez, tout comme le quartier des Épinettes dans son ensemble, s'est développée au cours du XIXe siècle, sur des terres agricoles qui constituaient le quartier avant son urbanisation. Elle appartenait historiquement au village des Batignolles, rattaché à Paris en 1860. Les immeubles les plus anciens datent de la fin du XIXe siècle, époque où la rue était essentiellement occupée par des entreprises et des ateliers industriels. Ceux-ci abritaient généralement une maison bourgeoise attenante. Parmi eux, on note la présence de l'atelier des glaces Gervais (à la place de l'actuel no 15), de deux brasseries qui produisaient une bière locale (à la place des actuels nos 19 et 20, de part et d'autre de la rue), d'une imprimerie, d'une fabrique de poupées (au no 38). Des mouvements se sont opérés avec le départ de certaines industries faute de place, et l'arrivée d'autres activités, comme notamment le garage de la société de camionneurs des frères Bosc. Puis les départs successifs des activités, du fait de bonnes ou mauvaises fortunes (accompagnement du développement ou fermetures) a conduit à la vente des terrains et au remodelage de la rue et des environs, avec la construction de nouveaux immeubles d'habitation dans les années 1960 et 1970.